# George Ade
George Ade (Kentland, 9 febbraio 1866 – Brook, 16 maggio 1944) è stato un giornalista, commediografo e regista statunitense.
Fu un narratore di vena umoristica attivo a cavallo tra Ottocento e Novecento.

## Biografia
Nato nell'Indiana, a Kentland, in una numerosa famiglia con sette figli, frequentò la Purdue University diventando membro di una confraternita universitaria. Uno degli altri membri della confraternita, la Sigma Chi, era il futuro cartoonist John T. McCutcheon, fraterno amico di Ade per tutto il resto della vita.
Laureatosi nel 1887, Ade trova lavoro nel 1890 al Chicago Morning News (che poi diventerà il Chicago Record), giornale dove lavora McCutcheon che gli illustrerà la sua rubrica Stories of the Streets and of the Town.

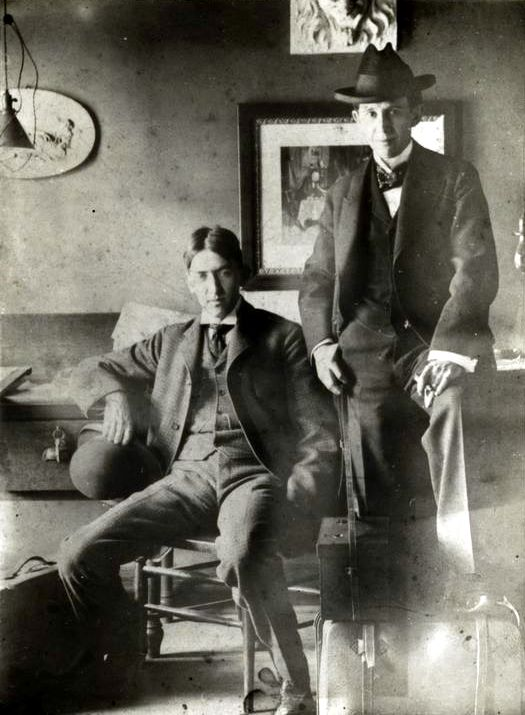
George Ade e John McCutcheon nel 1894 (o 1895)

La reputazione letteraria di Ade si basa sulla sua capacità di raccontare con umorismo il formarsi del carattere americano in un periodo di grande importanza per la storia degli Stati Uniti. È il momento della prima ondata di migrazione dalle campagne in città, l'inurbamento di grandi masse contadine che portano a una rapida crescita di città come Chicago, dove vive e lavora Ade. La sua opera costituisce una grande affresco storico, una grande commedia di costume che racconta il Midwest e la storia degli Stati Uniti nel XIX secolo.
I racconti di Ade affrontano il tema del piccolo uomo, l'uomo comune, il cittadino medio americano. Di solito, i suoi personaggi sono agricoltori o appartenenti alla classe media. Qualche volta, sono anche donne, specie quelle con pretese sociali. Ade segue le orme di Mark Twain, il suo idolo, usando in modo sapiente la lingua americana. Nei suoi racconti, segue uno schema che unisce la satira al dramma: i suoi protagonisti sono coinvolti in storie che portano alla fine a un morale ironica.
Ade fu probabilmente il primo umorista moderno americano. Attraverso i valori impliciti dei suoi racconti morali, Ade manifesta un'ambivalenza tra le virtù rurali e tradizionali nelle quali era cresciuto (le virtù di Horatio Alger e dei McGuffey Readers) e la tumultuosa crescita di una città come Chicago cui stava assistendo in prima persona.
Gli Stati Uniti, ai tempi di Ade, trovano impulso dal grande incremento della popolazione e dal trasformarsi da un'economia agricola a una industriale. Molti trovano che la nazione soffra di un processo che la porta all'avidità, all'egoismo e alla disonestà. Ade descrive gli sforzi dei piccoli uomini per barcamenarsi in un mondo di pescecani. Lo scrittore sfrutta la sua vena satirica nell'osservazione di comportamenti che vogliono perseguire sia i vecchi standard obsoleti, sia quelli molto meno rigidi dei nuovi canoni. Il suo punto di vista è spesso una reazione ambigua, ambivalente, pragmatica al cambiamento, ma resta comunque una riflessione letteraria delle tensioni morali che attraversano il paese a cavallo del secolo.
Ade, oltre a essere uno scrittore, fu un noto commediografo. Tra i suoi lavori, Artie, The Sultan of Sulu (una commedia musicale), The College Widow, The Fair Co-ed e The County Chairman. Scrisse anche la prima commedia sul gioco del football.
Dopo 12 anni a Chicago, si fece costruire una casa vicino alla cittadina di Brook, in Indiana (Newton County). Ade è stato uno degli scrittori statunitensi diventato ricco con la sua professione. Durante la prima guerra mondiale, mentre i terreni perdevano di valore, Ade era milionario.
Finanziato da lui e da David E. Ross, venne costruito il Ross-Ade Stadium per il football all'Università Purdue. Ade finanziò generosamente anche la confraternita del suo college, la Sigma Chi, per cui scrisse nel 1929, The Sigma Chi Creed.
Dal 1914 al 1917, Ade collaborò con la Essanay, una casa di produzione di Chicago, per cui girò come regista 9 film e ne firmò quasi un centinaio come soggettista o sceneggiatore. In seguito, lavorò per altre compagnie - dalla Goldwyn alla MGM - per cui alcune delle sue commedie vennero adattate per lo schermo.
George Ade morì nel 1944 a Brook, nell'Indiana, all'età di 78 anni. Fu sepolto al Fairlawn Cemetery a Kentland, la sua città natale.

## Opere narrative
- 1900 – Fables in slang
- 1903 – Breaking into society
- 1912 – Knocking the neighbours
- 1928 – Bang-Bang

## Commedie
- 1903 – The county chairman
- 1904 – The college widow

## Filmografia

### Regista
- The Fable of the Brash Drummer and the Nectarine (1914)
- The Fable of Napoleon and the Bumps (1914)
- The Fable of Higher Education That Was Too High for the Old Man (1914)
- The Fable of the Coming Champion Who Was Delayed (1914)
- The Fable of the Busy Business Boy and the Droppers-In (1914)
- Three Boiled Down Fables (1914)
- The Fable of the Husband Who Showed Up and Did His Duty (1914)
- Two Dinky Little Dramas of a Non-Serious Kind (1914)
- At the End of a Perfect Day (1915)

### Sceneggiatore
- The Fable of the Brash Drummer and the Nectarine, regia di George Ade (1914)
- The Fable of the 'Good Fairy' (1914)
- The Fable of Napoleon and the Bumps, regia di George Ade (1914)
- The Fable of Higher Education That Was Too High for the Old Man, regia di George Ade (1914)
- The Fable of the Coming Champion Who Was Delayed, regia di George Ade (1914)
- The Fable of the Busy Business Boy and the Droppers-In, regia di George Ade (1914)
- The Fable of the Manoeuvres of Joel and Father's Second Time on Earth, regia di E. Mason Hopper (1914)
- The Fable of the Two Mandolin Players and the Willing Performer (1914)
- The Fable of the Difference Between Learning and Learning How (1914)
- The Fable of the Regular Beanery and the Preachy Newcomer (1914)
- The Fable of the Honeymoon That Tried to Come Back, regia di Richard Foster Baker (1914)
- The Fable of Lutie, the False Alarm (1914)
- The Fable of One Samaritan Who Got Paralysis of the Helping Hand (1914)
- The Fable of the Adult Girl Who Got Busy (1914)
- The Fable of the Family That Did Too Much for Nellie (1914)
- The Fable of the Author and the Dear Public and the Plate of Mush (1914)
- The County Chairman (1914)
- The Fable of the Long Range Lover and the Lallypalooze (1914)
- The Fable of the People's Choice Who Answered the Call of Duty and Took Seltzer (1914)
- The Fable of How Uncle Brewster Was Too Shifty for the Tempter (1914)
- Three Boiled Down Fables (1914)
- The Prevailing Craze (1914)
- The Fable Proving That Spongers Are Found in a Drugstore (1914)
- The Fable of Aggie and the Aggravated Attacks (1914)
- The Fable of the Club Girls and the Four Times Veteran (1914)
- The Fable of the Bush League Lover Who Failed to Qualify, regia di Richard Foster Baker (1914)
- Two Pop-Up Fables (1914)
- The Fable of the Husband Who Showed Up and Did His Duty (1914)
- Two Dinky Little Dramas of a Non-Serious Kind (1914)
- The Fable of the City Grafter and the Unprotected Rubes (1915)
- The Fable of the Fellow Who Had a Friend Who Knew a Girl Who Had a Friend (1915)
- The Fable of Hifaluting Tillie and Her Plain Parents (1915)
- The Fable of the Syndicate Lover (1915)
- The Fable of Elvira and Farina and the Meal Ticket, regia di Richard Foster Baker (1915)
- The Fable of the Good People Who Rallied to the Support of the Church (1915)
- The Fable of the Cold Gray Dawn of the Morning After (1915)
- The Fable of the Bachelor and the Back-Pedal (1915)
- A Couple of Side-Order Fables (1915)
- The Fable of the Divine Spark That Had a Short Circuit (1915)
- The Fable of the Galumptious Girl (1915)
- The Fable of the Struggle Between Personal Liberty and the Wave of Reform (1915)
- The Fable of the Demand That Must Be Supplied (1915)
- The Fable of the Busy Man and the Idle Woman (1915)
- The Fable of the Men at the Women's Club (1915)
- The Fable of the Two Unfettered Birds, regia di Richard Foster Baker (1915)
- The Fable of a Night Given Over to Revelry (1915)
- The Fable of the Galloping Pilgrim Who Kept on Galloping (1915)
- The College Widow di Barry O'Neil (1915)
- The Fable of the Highroller and the Buzzing Blondine (1915)
- The Fable of the Two Sensational Failures (1915)
- The Slim Princess, regia di E.H. Calvert (1915)
- The Fable of the Intermittent Fusser (1915)
- The Fable of the Search for Climate (1915)
- Betty's Dream Hero, regia di Robert Z. Leonard (1915)
- Marse Covington, regia di Edwin Carewe (1915)
- The Fable of the Scoffer Who Fell Hard (1915)
- The Fable of the Home Treatment and the Sure Cure (1915)
- The Fable of the Tip and the Treasure, regia di Richard Foster Baker (1915)
- The Fable of the Roistering Blades, regia di Richard Foster Baker (1915)
- Just Out of College, regia di George Irving (1915)
- The Fable of Hazel's Two Husbands and What Became of Them, regia di Richard Foster Baker (1915)
- The Fable of the Through Train, regia di Richard Foster Baker (1915)
- The Fable of the Statesman Who Didn't Make Good, regia di Richard Foster Baker (1915)
- The Fable of the Sorrows of the Unemployed and the Danger of Changing from Bill to Harold, regia di Richard Foster Baker (1915)
- The Fable of the Escape of Arthur and the Salvation of Herbert, regia di Richard Foster Baker (1915)
- The Fable of Handsome Jethro, Who Was Simply Cut Out to Be a Merchant, regia di Richard Foster Baker (1915)
- The Fable of the Low Down Expert on the Subject of Babies (1915)
- The Fable of Sister Mae, Who Did As Well As Could Be Expected (1915)
- Father and the Boys, regia di Joseph De Grasse (1915)
- The Fable of the Heir and the Heiress (1915)
- The Fable of the Two Philanthropic Sons, regia di Richard Foster Baker (1916)
- The Fable of Flora and Adolph and a Home Gone Wrong, regia di Richard Foster Baker (1916)
- The Fable of the Grass Widow and the Mesmeree and the Six Dollars, regia di Richard Foster Baker (1916)
- Artie, the Millionaire Kid, regia di Harry Handworth (1916)
- The Fable of the Preacher Who Flew His Kite But Not Because He Wished to Do So (1916)
- The Fable of the Good Fairy with the Lorgnette and Why She Got It Good (1916)
- The Fable of the Willing Collegian Who Wanted to Get a Foothold (1916)
- The Fable of the Undecided Brunette (1916)
- The Fable of the Fearsome Feud Between the First Families, regia di Richard Foster Baker (1916)
- The Fable of the Small Town Favorite Who Was Ruined by Too Much Competition (1916)
- The Fable of Books Made to Balance, regia di Richard Foster Baker (1916)
- The Fable of How Wisenstein Did Not Lose Out to Buttinsky, regia di Richard Foster Baker (1916)
- The Face in the Mirror, regia di Charles Ashley (1916)
- The Fable of the Slim Girl Who Tried to Keep a Date That Was Never Made, regia di Richard Foster Baker (1916)
- Getting By, regia di John S. Robertson (1916)
- The Fable of the Kid Who Shifted His Ideals to Golf and Finally Became a Baseball Fan and Took the Only Known Cure (1916)
- The Fable of the Kittenish Super-Anns and the World-Weary Snipes di Richard Foster Baker (1916)
- The Fable of the Throbbing Genius of a TankTown Who Was Encouraged by Her Folks Who Were Prominent, regia di Richard Foster Baker (1916)
- The Fable of the Wandering Boy and the Wayward Parents, regia di Richard Foster Baker (1917)
- The Fable of the Twelve-Cylinder Speed of the Leisure Class, regia di Richard Foster Baker (1917)
- The Fable of What Transpires After the Wind-Up, regia di Richard Foster Baker (1917)
- The Fable of What the Best People Are Not Doing, regia di Richard Foster Baker (1917)
- The Fable of the Speedy Sprite, regia di Richard Foster Baker (1917)
- The Fable of Prince Fortunatus, Who Moved Away from Easy Street, and Silas, the Saver, Who Moved In, regia di Fred E. Wright (1917)
- The Fable of All That Triangle Stuff As Sized Up by the Meal Ticket, regia di Richard Foster Baker (1917)
- The Fable of the Film Fed Family, regia di Richard Foster Baker (1917)
- The Fable of the Girl Who Took Notes and Got Wise and Then Fell Down, regia di Richard Foster Baker (1917)
- The Fable of the Toilsome Ascent and the Shining Table Lamp, regia di Charles J. McGuirk (1917)
- The Fable of the Back-Trackers from the Hot Sidewalks, regia di Lee Metford (1917)
- The Fable of the Uplifter and His Dandy Little Opus, regia di Richard Foster Baker (1917)
- Due sorelle meravigliose (The Slim Princess), regia di Victor Schertzinger (1920)
- Just Out of College, regia di Alfred E. Green (1920)
- Our Leading Citizen, regia di Alfred E. Green (1922)
- Back Home and Broke, regia di Alfred E. Green (1922)
- Woman-Proof, regia di Alfred E. Green (1923)
- The Confidence Man, regia di Victor Heerman (1924)
- Old Home Week, regia di Victor Heerman (1925)
- The College Widow, regia di Archie Mayo (1927)
- The Fair Co-Ed, regia di Sam Wood (1927)
- Making the Grade, regia di Alfred E. Green (1929)
- Maybe It's Love, regia di William A. Wellman (1930)
- Young as You Feel, regia di Frank Borzage (1931)
- The County Chairman, regia di John G. Blystone (1935)
- Freshman Love, regia di William C. McGann (1936)
- Campus Cinderella, regia di Noel M. Smith (1938)

### Film o documentari dove appare George Ade
- Fore!, documentario (1922)